# Верховный Совет Автономной Республики Крым
Верховный Совет Автономной Республики Крым (до 2010 года на русском языке официально использовалось название Верховная Рада Автономной Республики Крым, укр. Верховна Рада Автономної Республіки Крим, крымскотат. Qırım Muhtar Cumhuriyetiniñ Yuqarı Radası, Къырым Мухтар Джумхуриетининъ Юкъары Радасы) — однопалатный парламент Автономной Республики Крым в составе Украины. Состоит из 100 мест. Комплектование депутатов с 2010 года проводилось по смешанной системе: 50 % — пропорциональная и 50 % — мажоритарная сроком на 5 лет.
В ходе захвата украинского Крыма Россией российский спецназ захватил здания органов власти АР Крым, после чего в захваченном здании парламента была проведена сессия ВС, на которой украинские органы власти были заменены на контролируемых Россией акторов во главе с лидером партии «Русское единство» Сергеем Аксёновым. В ходе аннексии Крыма 15 марта 2014 года Верховная рада Украины прекратила полномочия Верховного Совета АРК.

## История
Первая сессия первого созыва Верховного Совета Крымской Автономной Советской Социалистической Республики в составе РСФСР состоялась 21 июля 1938 года. 25 июня 1946 года Крымская АССР была упразднена и была создана Крымская область в составе РСФСР (в апреле 1954 года была передана в состав Украинской ССР).
22 марта 1991 года, после воссоздания Крымской АССР, Крымский областной Совет народных депутатов был преобразован в Верховный Совет Крымской АССР согласно закону Украинской ССР от 12 февраля 1991 года «О восстановлении Крымской Автономной Советской Социалистической Республики». После распада СССР в декабре 1991 года автономия вошла в состав независимой Украины. 26 февраля 1992 года по решению Верховного Совета автономии Крымская АССР была переименована в Республику Крым, а 6 мая того же года была принята крымская конституция, которая подтвердила данное наименование, парламент республики стал официально именоваться Верховный Совет Крыма.
21 сентября 1994 года Верховный Совет Украины переименовал крымскую автономию в Автономную Республику Крым, а Верховный Совет Крыма стал называться Верховным Советом Автономной Республики Крым.

### 2014 — захват парламента и Крыма Россией
26 февраля 2014 года сторонники Меджлиса и новой украинской власти собрались у крымского парламента, опасаясь принятия им решения об отделении Крыма от Украины, и прорвались в его здание, в результате чего заседание Верховного Совета автономии было сорвано. 27 февраля начались активные действия России по захвату Крыма — российский спецназ захватил здания органов власти АР Крым, после чего в захваченном здании парламента была проведена сессия ВС, на которой украинские органы власти были заменены на контролируемых Россией акторов во главе с лидером партии «Русское единство» Сергеем Аксёновым.
11 марта 2014 года захваченный Верховный Совет Автономной Республики Крым и Севастопольский городской совет приняли декларацию о независимости Автономной Республики Крым и города Севастополя. В соответствии с декларацией, в случае решения народов Крыма в результате референдума войти в состав Российской Федерации, Крым будет объявлен суверенной республикой и именно в таком статусе будет аннексирован Российской Федерацией на правах субъекта.
15 марта 2014 года Верховная рада Украины (на основании решения Конституционного Суда Украины по делу о крымском референдуме и со ссылкой на п. 28 статьи 85 Конституции Украины 1996 года) досрочно прекратила полномочия Верховного Совета Автономной Республики Крым.
Украина и мировое сообщество не признала аннексию Крыма Россией и оставила за территорией статус временно оккупированной.

## Статус Верховного Совета АРК
Верховный Совет Автономной Республики Крым являлся представительным органом Автономной Республики Крым, представляющим интересы граждан, общие интересы населения, территориальных громад, местного самоуправления, Автономной Республики Крым в целом, и осуществлял свои полномочия с целью содействия и обеспечения реализации их прав и законных интересов, а также решения вопросов сбалансированного социально-экономического, культурного и иного развития Автономной Республики Крым.
Деятельность Верховного Совета Автономной Республики Крым осуществлялась сессионно и состояла из пленарных заседаний Верховного Совета Крыма и заседаний её органов. Верховный Совет Автономной Республики Крым собирался на первую сессию не позднее чем на тридцатый день после избрания не менее двух третей от установленного числа депутатов.
Порядок деятельности Верховного Совета Автономной Республики Крым, её органов и должностных лиц определялся Конституцией Украины, Конституцией Автономной Республики Крым, Регламентом Верховного Совета Автономной Республики Крым и нормативно-правовыми актами Верховного Совета Автономной Республики Крым в пределах его полномочий.

## Депутаты Верховного Совета
Верховный Совет Автономной Республики Крым состоял из 100 депутатов, избираемых на основе всеобщего, равного и прямого избирательного права путём тайного голосования. Срок полномочий Верховного Совета Автономной Республики Крым составлял пять лет. Депутатом Верховного Совета Автономной Республики Крым мог быть любой гражданин Украины, имеющий право голоса, достигший на день выборов 18 лет и проживающий на Украине не менее пяти лет. Не мог быть избран депутатом гражданин, имеющий судимость за совершение умышленного преступления, если эта судимость не была погашена или снята в установленном законом порядке.
Депутаты Верховного Совета Автономной Республики Крым, работающие на постоянной основе, не могли совмещать свою служебную деятельность с иной работой, кроме преподавательской, научной и творческой во внерабочее время, входить в состав руководящего органа или надзорного совета предприятия, имеющего целью получение прибыли.
Организация и проведение выборов депутатов Верховного Совета Автономной Республики Крым определялись законами Украины, нормативно-правовыми актами Верховного Совета Автономной Республики Крым по вопросам, отнесённым к его компетенции. Полномочия депутатов Верховного Совета Автономной Республики Крым прекращались одновременно с прекращением полномочий Верховного Совета, а также в случаях, предусмотренных законами Украины.

### Списки депутатов по созывам
- Депутаты Верховного Совета Автономной Республики Крым I созыва (1991—1994)
- Депутаты Верховного Совета Автономной Республики Крым II созыва (1994—1998)
- Депутаты Верховного Совета Автономной Республики Крым III созыва (1998—2002)
- Депутаты Верховного Совета Автономной Республики Крым IV созыва (2002—2006)
- Депутаты Верховного Совета Автономной Республики Крым V созыва (2006—2010)
- Депутаты Верховного Совета Автономной Республики Крым VI созыва (2010—2014)

15 марта 2014 года Верховная рада Украины издала постановление о роспуске крымского парламента, однако фактически он продолжил работу (см. аннексия Крыма Российской Федерацией). С 17 марта 2014 года и до проведения 14 сентября 2014 года выборов в Государственный Совет Республики Крым (по российскому законодательству) депутаты Верховного Совета Крыма VI созыва продолжали свою деятельность в качестве депутатов Государственного Совета Республики Крым.

## Полномочия
К компетенции Верховного Совета Автономной Республики Крым относились:
- принятие Конституции Автономной Республики Крым и представление её на утверждение Верховной Рады Украины, нормативно-правовых актов, внесение в установленном порядке изменений и дополнений к ним, разъяснение порядка их применения; определение порядка и обеспечение контроля за исполнением Конституции Автономной Республики Крым и нормативно-правовых актов Верховного Совета Автономной Республики Крым в пределах её компетенции;
- назначение очередных выборов депутатов Верховного Совета Автономной Республики Крым, утверждение состава избирательной комиссии Автономной Республики Крым;
- принятие решения о проведении республиканского (местного) референдума;
- определение порядка управления имуществом, принадлежащим Автономной Республике Крым;
- определение порядка управления имуществом, находящимся на балансе Верховного Совета Автономной Республики Крым;
- определение перечня имущества Автономной Республики Крым, подлежащего и не подлежащего приватизации;
- утверждение бюджета Автономной Республики Крым и внесение изменений в него, контроль за его исполнением, принятие решения об отчете о его исполнении;
- образование Счетной палаты Верховного Совета Автономной Республики Крым для осуществления контроля от имени Верховного Совета Автономной Республики Крым за использованием средств бюджета Автономной Республики Крым органами исполнительной власти; назначение на должность и освобождение от должности председателя Счетной палаты Верховного Совета Автономной Республики Крым по представлению Председателя Верховного Совета Автономной Республики Крым;
- установление налогов и льгот по налогообложению согласно законам Украины;
- по предложению Совета министров Автономной Республики Крым принятие решений о выпуске местных займов;
- по предложению Совета министров Автономной Республики Крым определение порядка образования целевых (в том числе валютных) фондов; утверждение положений об этих фондах; контроль за использованием средств указанных фондов; утверждение отчетов об использовании указанных фондов;
- по представлению Совета министров Автономной Республики Крым утверждение программ Автономной Республики Крым по вопросам социально-экономического и культурного развития; рационального природопользования, охраны окружающей природной среды в соответствии с общегосударственными программами, внесение изменений в них и контроль за их выполнением;
- решение вопросов административно-территориального устройства согласно законам Украины; признание статуса местностей как курортов, установление зон санитарной охраны курортов, решение вопросов организации и развития курортно-рекреационной сферы и туризма;
- в пределах компетенции Верховного Совета Автономной Республики Крым решение вопросов обеспечения прав и свобод граждан, национального согласия, содействие охране правопорядка и общественной безопасности;
- в пределах компетенции Верховного Совета Автономной Республики Крым решение вопросов по обеспечению функционирования и развития государственного, русского, крымскотатарского и других национальных языков и культур в Автономной Республике Крым, охраны и использования памятников истории и культуры, определение языка работы и делопроизводства республиканских органов;
- участие в формировании основных принципов внутриполитической, внешнеэкономической и внешнеполитической деятельности Украины по вопросам, касающимся интересов Автономной Республики Крым;
- избрание Председателя Верховного Совета Автономной Республики Крым, его первого заместителя и заместителя, освобождение их от должностей;
- образование Президиума Верховного Совета Автономной Республики Крым, постоянных и временных комиссий Верховного Совета Автономной Республики Крым, избрание председателей постоянных и временных комиссий;
- утверждение Регламента Верховного Совета Автономной Республики Крым, внесение изменений и дополнений в него;
- образование аппарата Верховного Совета Автономной Республики Крым, утверждение его структуры, численности и сметы расходов на его содержание; определение порядка организации и деятельности аппарата; назначение на должности и освобождение от должностей по представлению Председателя Верховного Совета Автономной Республики Крым руководителя Секретариата и управляющего делами Верховного Совета Автономной Республики Крым;
- назначение на должность и освобождение от должности по представлению Председателя Верховного Совета Автономной Республики Крым Председателя Совета министров Автономной Республики Крым согласно Конституции Украины и законам Украины;
- назначение по представлению Председателя Совета министров Автономной Республики Крым заместителей Председателя Совета министров Автономной Республики Крым, министров, председателей республиканских комитетов Автономной Республики Крым;
- утверждение по представлению Председателя Совета министров Автономной Республики Крым структуры и численности Совета министров Автономной Республики Крым, его аппарата и сметы расходов на их содержание;
- образование и ликвидация по предложению Председателя Совета министров Автономной Республики Крым министерств и республиканских комитетов Автономной Республики Крым в пределах средств, предусмотренных бюджетом Автономной Республики Крым;
- освобождение от должностей на основании и в порядке, предусмотренных Конституцией Украины и законами Украины, Конституцией Автономной Республики Крым, нормативно-правовыми актами Верховного Совета Автономной Республики Крым, членов Совета министров Автономной Республики Крым;
- заслушивание информации о деятельности, согласование назначения на должности и освобождения от должностей начальника Главного управления Министерства внутренних дел Украины в Крыму, начальника Главного управления юстиции Министерства юстиции Украины в Автономной Республике Крым, генерального директора Государственной телерадиокомпании «Крым»;
- согласование назначения на должность Прокурора Автономной Республики Крым;
- приостановление действия постановлений и распоряжений Совета министров Автономной Республики Крым по вопросам выполнения государственных функций и полномочий в случаях, если они противоречат Конституции Украины и законам Украины, актам Президента Украины и Кабинета Министров Украины, Конституции Автономной Республики Крым и нормативно-правовым актам Верховного Совета Автономной Республики Крым, с одновременным обращением к Президенту Украины об их отмене;
- отмена постановлений и распоряжений Совета министров Автономной Республики Крым по вопросам, отнесенным к ведению Автономной Республики Крым, в случае, если они противоречат Конституции Украины, Конституции Автономной Республики Крым, законам Украины и нормативно-правовым актам Верховного Совета Автономной Республики Крым;
- инициирование введения чрезвычайного положения и установление зон чрезвычайной экологической ситуации в Автономной Республике Крым или отдельных её местностях в случаях, предусмотренных законодательством Украины;
- заслушивание отчетов Председателя Совета министров Автономной Республики Крым и членов Совета министров Автономной Республики Крым не более двух раз в год;
- принятие решений Верховного Совета Автономной Республики Крым об освобождении от должности Председателя Совета министров Автономной Республики Крым, других членов Совета министров Автономной Республики Крым в связи с выражением недоверия;
  - в случае принятия решения об освобождении от должности Председателя Совета министров Автономной Республики Крым в связи с выражением недоверия простым большинством голосов депутатов от общего состава Верховного Совета Автономной Республики Крым, освобождение Председателя Совета министров Автономной Республики Крым от должности происходило в порядке, предусмотренном Конституцией Украины;
  - в соответствии с Законом Украины «О Верховному Совету Автономной Республики Крым» в случае принятия решения об освобождении от должности Председателя Совета министров Автономной Республики Крым в связи с выражением недоверия двумя третями голосов депутатов от общего состава Верховного Совета Автономной Республики Крым, Президент Украины давал согласие на освобождение от должности Председателя Совета министров Автономной Республики Крым;
- учреждение республиканских средств массовой информации;
- решение в пределах полномочий, предоставленных Верховному Совету Автономной Республики Крым Конституцией Украины и законами Украины, вопросов, касающихся земельных отношений, использования природных ресурсов, размеров платы за использование природных ресурсов, размеров платы за пользование ими и других;
- утверждение символики, учреждение Грамоты и Почетной грамоты Верховного Совета Автономной Республики Крым, почетных званий и других знаков отличия Автономной Республики Крым согласно законодательству Украины;
- заслушивание отчетов комиссий, руководителей органов, образуемых, избираемых и формируемых Верховным Советом Автономной Республики Крым, и должностных лиц, назначаемых, избираемых или утверждаемых ею;
- согласно Закону Украины о статусе депутата Верховного Совета Автономной Республики Крым и нормативно-правовым актам Верховного Совета Автономной Республики Крым рассмотрение запросов депутатов, принятие решений по запросам;
- принятие в соответствии с законами Украины решений об организации территорий и объектов природно-заповедного фонда Автономной Республики Крым и других территорий, подлежащих особой охране, об объявлении природных и других объектов, имеющих историческую, культурную, экологическую или научную ценность, памятниками истории или культуры, охраняемыми законом;
- определение порядка заключения и утверждения договоров и соглашений от имени Автономной Республики Крым по вопросам, отнесенным к ведению Автономной Республики Крым, утверждение договоров и соглашений.

Верховный Совет Крыма осуществлял другие полномочия, отнесённые к её ведению Конституцией Украины и законами Украины, а также отнесённые к её ведению Конституцией Автономной Республики Крым и нормативно-правовыми актами Верховного Совета Автономной Республики Крым в пределах её компетенции.

## Порядок принятия нормативно-правовых актов
Верховный Совет Автономной Республики Крым большинством голосов депутатов от их общего состава принимал Конституцию Автономной Республики Крым, изменения и дополнения к ней, которые вступали в силу после утверждения их Верховной Радой Украины и опубликования. Верховный Совет Автономной Республики Крым по вопросам, носящим нормативно-правовой характер, принимал постановления, по вопросам организационно-распорядительного характера — решения. Постановления и решения Верховного Совета Автономной Республики Крым принимались на его заседании открытым или тайным голосованием большинством голосов депутатов от общего состава Верховного Совета Автономной Республики Крым.
Право внесения проектов нормативно-правовых актов в Верховный Совет Автономной Республики Крым принадлежало депутатам Верховного Совета Автономной Республики Крым, а также Совету министров Автономной Республики Крым.
Нормативно-правовые акты Верховного Совета Автономной Республики Крым подписывались Председателем Верховного Совета Автономной Республики Крым в течение 14 дней после их принятия и вступали в силу в порядке, установленном Конституцией Автономной Республики Крым и нормативно-правовыми актами Верховного Совета Автономной Республики Крым.

## Президиум
Для координации работы органов Верховного Совета Автономной Республики Крым, содействия депутатам в исполнении ими своих обязанностей, подготовки сессий и реализации других полномочий был образован Президиум Верховного Совета Автономной Республики Крым. В Президиум Верховного Совета Автономной Республики Крым входили по должности Председатель Верховного Совета Автономной Республики Крым, его первый заместитель и заместитель, председатели постоянных комиссий Верховного Совета Автономной Республики Крым. Возглавлял Президиум Верховного Совета Автономной Республики Крым Председатель Верховного Совета Автономной Республики Крым.
Президиум Верховного Совета Автономной Республики Крым:
- созывал сессии Верховного Совета Автономной Республики Крым и организовывал их подготовку;
- формировал проект повестки дня и вносил его на утверждение сессии Верховного Совета Автономной Республики Крым;
- координировал работу органов Верховного Совета Автономной Республики Крым;
- обеспечивал регистрацию и официальное обнародование нормативно-правовых актов Верховного Совета Автономной Республики Крым;
- учреждал Почётную грамоту Президиума Верховного Совета Автономной Республики Крым.

Не реже одного раза в год Президиум Верховного Совета Автономной Республики Крым отчитывался перед Верховным Советом Автономной Республики Крым о проделанной работе.

## Постоянные комиссии
Постоянные комиссии Верховного Совета Автономной Республики Крым являлись органами Верховного Совета Автономной Республики Крым, избираемыми из числа её депутатов для изучения, предварительного рассмотрения и подготовки вопросов, относящихся к её ведению, осуществления контроля за исполнением постановлений и решений Верховного Совета Автономной Республики Крым.
С целью обеспечения контроля за соблюдением законодательства Украины о приватизации Верховный Совет Автономной Республики Крым образовал Контрольную комиссию Верховного Совета Автономной Республики Крым по вопросам приватизации.

## Руководство

### Председатели Президиума Верховного Совета Крымской АССР
- Менбариев, Абдул Джелаль Хайрулла (21 июля 1938 — 18 мая 1944)
- Сачёва Н. И. (и. о. председателя; 18 мая 1944 — 30 июня 1945)[10]

### Председатели Верховного Совета Автономной Республики Крым
Председатель Верховного Совета Автономной Республики Крым, его первый заместитель и заместитель, председатели постоянных комиссий Верховного Совета Крыма осуществляли свои полномочия на постоянной основе.

### Первые заместители Председателя Верховного Совета Автономной Республики Крым
- Борис Давыдович Дейч (14 мая 1998 — 29 апреля 2002)
- Василий Алексеевич Киселёв (15 мая 2002 — 12 мая 2006)
- Сергей Павлович Цеков (19 мая 2006 — 5 октября 2009)
- Григорий Адольфович Иоффе (21 октября 2009 — 17 марта 2010)
- Сергей Павлович Цеков (19 марта 2010 — 16 ноября 2010)
- Константин Михайлович Бахарев (16 ноября 2010 — 21 декабря 2011)
- Сергей Георгиевич Донич (21 декабря 2011 — 28 февраля 2014)
- Григорий Адольфович Иоффе (28 февраля — 17 марта 2014)

### Заместители Председателя Верховного Совета
- Георгий Иванович Капшук (22 марта 1991 — 11 октября 1991)
- Иван Федосович Ермаков (23 мая 1991 — 10 мая 1994)
- Анатолий Кириллович Маслов (4 сентября 1991 — 10 мая 1994)
- Виктор Петрович Межак (11 мая 1994 — 1 марта 1995)
- Алексей Алексеевич Мельников (11 мая 1994 — 1 марта 1995)
- Владимир Николаевич Клычников (9 марта 1995 — 6 июля 1995)
- Александр Иванович Фролов (9 марта 1995 — 6 июля 1995)
- Анушаван Суренович Данелян (11 июля 1995 — 18 сентября 1996)
- Юрий Владимирович Подкопаев (11 июля 1995 — 5 февраля 1997)
- Рефат Абдурахманович Чубаров (11 июля 1995 — 29 апреля 1998)
- Владимир Николаевич Клычников (17 октября 1996 — 5 февраля 1997)
- Анушаван Суренович Данелян (13 февраля 1997 — 29 апреля 1998)
- Геннадий Сергеевич Рубцов (13 февраля 1997 — 29 апреля 1998)
- Юрий Петрович Корнилов (14 мая 1998 — 29 апреля 2002)
- Ильми Рустемович Умеров (15 мая 2002 — 21 сентября 2005)
- Владимир Николаевич Закорецкий (28 сентября 2005 — 12 мая 2006)
- Михаил Алексеевич Бахарев (19 мая 2006 — 16 ноября 2010)
- Григорий Адольфович Иоффе (16 ноября 2010 — 28 февраля 2014)
- Сергей Павлович Цеков (28 февраля — 17 марта 2014)